# Félix Ulloa

Félix Ulloa (2019)

Félix Augusto Antonio Ulloa Garay (* 6. April 1951 in Chinameca, San Miguel) ist ein salvadorianischer Politiker und Jurist, der am 1. Juni 2019 Vizepräsident von El Salvador unter Nayib Bukele wurde. Er ist 2024 wiedergewählt worden, seine Amtszeit läuft bis 2029.

## Biografie

### Elternhaus
Ulloa wurde am 6. April 1951 in Chinameca, im Departement San Miguel, geboren. Seine Eltern waren Margarita Garay und Félix Ulloa, der spätere Rektor der Universität von El Salvador, der bei einem Anschlag von Paramilitärs getötet wurde.

### Ausbildung und juristische Laufbahn
Ulloa schloss 1979 sein Jurastudium an der Universität Complutense in Madrid ab und promovierte mit Auszeichnung in Rechtswissenschaften. Er absolvierte ein Aufbaustudium in öffentlicher Politik und öffentlicher Verwaltung am Internationalen Institut für öffentliche Verwaltung in Paris, und am Hubert H. Humphrey Institute of Public Affairs der Universität von Minnesota. Außerdem absolvierte er ein Postgraduiertenstudium in Bankwesen und Finanzen an der Technologischen Universität von El Salvador (UTEC).
Félix Ulloa beteiligte sich aktiv an der Studentenbewegung und war Präsident des studentischen Wahlgerichts des Allgemeinen Verbands der salvadorianischen Universitätsstudenten (AGEUS). Als Jurist war er Mitglied der Rechtshilfe des Externado San José, Vorsitzender der Arbeitergewerkschaft des salvadorianischen Instituts für soziale Sicherheit und später der Nationalen Gewerkschaft der salvadorianischen Arbeiter. Während des salvadorianischen Bürgerkriegs gründete er zusammen mit mehreren anderen Juristen das Institut für Rechtsstudien von El Salvador (ILSEL). Er war mehrmals Präsident des ILSEL.
Aufgrund seiner Erfahrung und seiner akademischen Qualifikationen wurde er Professor für Politikwissenschaften im Rahmen des Doktorandenprogramms für Sozialwissenschaften an der Universität von El Salvador. Ulloa unterrichtete auch verschiedene Rechtskurse an der Zentralamerikanischen Universität. Er war mehrere Jahre Gastprofessor an der Spanischschule des Middlebury College im US-Bundesstaat Vermont und Gastredner an mehreren Universitäten in Nord- und Südamerika.

### Frühe politische Karriere
Nach dem Bürgerkrieg wurde Ulloa zum Richter des ersten Obersten Wahlgerichts von El Salvador gewählt, wo er von 1994 bis 1999 tätig war. Von 1993 bis 1994 war er außerdem Mitglied der Aufsichtsbehörde für politische Parteien und der Sonderunterkommission der CO-PAZ. In den Jahren 1992 und 1993 war er an der Redaktion des Wahlgesetzes beteiligt. Darüber hinaus war Ulloa Mitglied der Politischen Kommission der Partei der Nationalen Revolutionären Bewegung, die von seinem Vater gegründet wurde und der Sozialistischen Internationale angehört.

### Verfassungsreform
Ulloa legte Verfassungsänderungen gegen Gesetze vor, von denen er glaubte, dass sie ein antidemokratisches Wahlsystem unterstützten und die Fähigkeit der Demokratie beeinträchtigten, sich durchzusetzen. Diese Verfassungsbeschlüsse änderten das Wahlsystem, das auf die von Ulloa und anderen salvadorianischen Juristen vorgebrachten Forderungen nach Verfassungswidrigkeit zurückging, grundlegend. Ulloa setzte erfolgreich mehrere Änderungen durch, darunter:
Abschaffung der „Nationalen Liste“, die verhindert, dass hochrangige Politiker lebenslang  in der Legislative verbleiben können. Dies wurde am 26. Juli 2010 von der Verfassungskammer beschlossen.
Gesichtswahl, bei der die Bürger das Foto des Kandidaten sehen können, für den sie stimmen wollen.
Kreuzwahl, die es den Bürgern ermöglicht, für mehrere Abgeordnete und sogar für verschiedene politische Parteien zu stimmen.
Wohnsitzwahl, die es den Bürgern und Parteimitgliedern ermöglicht, nur in ihrer Gemeinde zu wählen.
Unabhängige Abgeordnete, die es Bürgern ohne Parteizugehörigkeit ermöglichen, für die Legislativversammlung zu kandidieren.

### Kandidatur für das Präsidentenamt
Nach einer Einladung von Nayib Bukele, ihn bei der Präsidentschaftskandidatur der Gran Alianza por la Unidad Nacional (GANA) zu unterstützen, die sich aus den politischen Parteien GANA, Demokratischer Wandel (CD) und Nuevas Ideas (NI) zusammensetzt, kandidierte Ulloa als Vizepräsident. Er gewann die Wahlen vom 3. Februar 2019 und wurde zum gewählten Vizepräsidenten ernannt, der sein Amt am 1. Juni 2019 an der Seite des gewählten Präsidenten Bukele antrat.

### Amtszeit als Vizepräsident
Präsident Nayib Bukele ernannte Ulloa zum Leiter der Zentralamerikanischen Integration und der Internationalen Kommission gegen Straflosigkeit in El Salvador, die das Ziel hat, Korruption und Straflosigkeit innerhalb und außerhalb des Staates zu bekämpfen. Er leitet den Trifinio-Plan, ein trinationales Abkommen, an dem die Vizepräsidenten von Guatemala, Honduras und El Salvador beteiligt sind, um die Lebensbedingungen der Grenzgemeinden zu verbessern und einen Prozess der Umwelt- und Gebietsverwaltung zu entwickeln.
Am 6. Mai 2023 nahm Ulloa an der Krönung von Charles III. und Camilla teil.
Am 25. Juni 2023 ließ sich Ulloa bei Nuevas Ideas als Kandidat für die Wiederwahl zum Vizepräsidenten bei den Parlamentswahlen 2024 registrieren.
Am 30. November 2023 wurde Ulloa von der Legislativversammlung beurlaubt, um für seine Wiederwahl Wahlkampf zu machen, so dass er an den Präsidentschaftswahlen 2024 teilnehmen konnte und für die Amtszeit 2024–2029 wiedergewählt wurde.

## Persönliches
Er heiratete 1973 die Psychologin Lilian Alvarenga de Ulloa, mit der er drei Kinder hat.